# 続・テレビまんが主題歌のあゆみ
『続・テレビまんが主題歌のあゆみ』（ぞく・テレビまんがしゅだいかのあゆみ）は、日本コロムビアより1987年6月21日にリリースされたアニメソングのコンピレーション・アルバムである。CD版『テレビまんが主題歌のあゆみシリーズ』第2弾にあたる。2005年12月21日にはデジタル・リマスタリング仕様で低価格で再発売された。

## 解説
- 本作は1971年から1975年までに放送開始されたアニメの主題歌（番組放送当時に日本コロムビアから発売された主題歌シングルのA面）をCD 2枚組で全50曲収録している。
- 『オリジナル原盤による 続・テレビまんが主題歌のあゆみ 鉄人28号からガンバの冒険まで』（LPレコード、CB-7020/3、1978年5月1日発売）とは収録内容が異なる。
- DISC 1は1971年1月から1973年1月までに放送開始されたアニメのオープニングテーマが全25曲中24曲、DISC 2は1973年1月から1975年7月までに放送開始されたアニメのオープニングテーマが全25曲収録されている。DISC 1収録の「ルパン三世」のみ、日本コロムビア盤では「ルパン三世 その1」といわれていたエンディングテーマを使用している。
- 1975年4月には腸捻転解消（東西局間ネットチェンジ）が行われており、それ以前に放送開始されたアニメはNET＝MBS、TBS＝ABCで放送されていた。
- 1975年4月に開始した『まんが名作劇場 サザエさん』テーマ曲『サザエさんのうた』は収録されていない。また後のシリーズでも、同作OPの『ウンミィのうた』と『愛しすぎてるサザエさん』も収録されていない。
- 1975年5月に開始した『ゲッターロボG』の主題歌『不滅のマシン ゲッターロボ』は、エンディングテーマ扱いのため、収録されていない[1]。

## 収録曲

### DISC 1
1. カバトットのサンバ
作詞：丘灯至夫、作曲：水上勉、編曲：甲斐靖文、歌：加世田直人、コロムビア・メール・ハーモニー
フジテレビ系「カバトット」オープニングテーマ
2. ミスター・アンデルセン
作詞：井上ひさし、山元護久、作曲：宇野誠一郎、歌：桜井妙子、ヤング・フレッシュ
フジテレビ系「アンデルセン物語」オープニングテーマ
3. 決断
作詞：丘灯至夫、作曲：古関裕而、編曲：甲斐靖文、歌：幹和之、コロムビア男声合唱団
日本テレビ系「アニメンタリー 決断」オープニングテーマ
4. さすらいの太陽
作詞：山上路夫、作曲：いずみたく、歌：スリー・グレイセス、ボーカル・ショップ
フジテレビ系「さすらいの太陽」オープニングテーマ
5. オバケのQ太郎
作詞：東京ムービー企画部、作曲：山本直純、歌：堀絢子、ニューロイヤル
日本テレビ系「新オバケのQ太郎」オープニングテーマ
6. 天才バカボン
作詞：東京ムービー企画部、作曲：渡辺岳夫、歌：アイドル・フォー
よみうりテレビ系「天才バカボン」オープニングテーマ
7. ふしぎなメルモ
作詞：岩谷時子、作曲：宇野誠一郎、歌：出原千花子、ヤング・フレッシュ
ABC系「ふしぎなメルモ」オープニングテーマ
8. エッちゃん
作詞：山元護久、作曲：宇野誠一郎、歌：増山江威子
NET系「さるとびエッちゃん」オープニングテーマ
9. 国松さまのお通りだい
作詞：いしいたもつ、作曲：淡の圭一、歌：山本喜代子、スタジオ・コーラス
フジテレビ系「国松さまのお通りだい」オープニングテーマ
10. アパッチ野球軍
作詞：花登筐、作曲：服部公一、歌：林恵々子
NET系「アパッチ野球軍」オープニングテーマ
11. ルパン三世 その1
作詞：東京ムービー企画部、作曲：山下毅雄、歌：チャーリー・コーセー
よみうりテレビ系「ルパン三世」エンディングテーマ
12. 原始少年リュウが行く
作詞：石ノ森章太郎、作曲：大塩潤、編曲：高原哲、歌：水木一郎
TBS系「原始少年リュウ」オープニングテーマ
13. 樫の木モック
作詞：丘灯至夫、作曲：越部信義、歌：小野木久美子、コロムビアゆりかご会
フジテレビ系「樫の木モック」オープニングテーマ
14. 海のトリトン[2]
作詞：林春生、作曲：鈴木宏昌、歌：ヒデ夕樹、杉並児童合唱団
ABC系「海のトリトン」初代エンディングテーマ、2代目オープニングテーマ[3]
15. 魔法使いチャッピー
作詞：小園江圭子、作曲：筒井広志、歌：シンガーズ・スリー
NET系「魔法使いチャッピー」オープニングテーマ
16. がんばれ!赤胴鈴之助
作詞：藤島信人、作曲：金子三雄、編曲：松山祐士、歌：東京城北少年少女合唱団
フジテレビ系「赤胴鈴之助」オープニングテーマ
17. デビルマンのうた
作詞：阿久悠、作、編曲：三沢郷、歌：十田敬三、ボーカル・ショップ
NET系「デビルマン」オープニングテーマ
18. ガッチャマンの歌
作詞：タツノコプロ文芸部、作曲：小林亜星、編曲：ボブ佐久間、歌：子門真人
フジテレビ系「科学忍者隊ガッチャマン」初代エンディングテーマ、2代目オープニングテーマ
19. ハゼドン音頭
作詞：矢倉沢始、作曲：小林亜星、編曲：筒井広志、歌：和泉常寛、コロムビアゆりかご会
フジテレビ系「ハゼドン」オープニングテーマ[4]
20. かいけつタマゴン
作詞：タツノコプロ文芸部、作、編曲：はやしこば、歌：ムーン・ドロップス
フジテレビ系「かいけつタマゴン」オープニングテーマ
21. アストロガンガー
作詞：雨宮雄児、作、編曲：小森昭宏、歌：水木一郎、コロムビアゆりかご会
日本テレビ系「アストロガンガー」オープニングテーマ
22. ど根性ガエル
作詞：東京ムービー企画部、作、編曲：広瀬健次郎、歌：石川進、荒川少年少女合唱隊
ABC系「ど根性ガエル」オープニングテーマ
23. マジンガーZ
作詞：東文彦、作、編曲：渡辺宙明、歌：水木一郎
フジテレビ系「マジンガーZ」オープニングテーマ
24. バビル2世
作詞：東映二、作、編曲：菊池俊輔、歌：水木一郎、コロムビアゆりかご会
NET系「バビル2世」オープニングテーマ
25. けろっこデメタン
作詞：丘灯至夫、作、編曲：越部信義、歌：堀江美都子
フジテレビ系「けろっこデメタン」オープニングテーマ

### DISC 2
1. 緑の陽だまり
作詞：中山千夏、作、編曲：宇野誠一郎、歌：ミッチーとチャタラーズ[5]
フジテレビ系「山ねずみロッキーチャック」オープニングテーマ
2. ジャングル黒べえの歌
作詞：藤子不二雄、作、編曲：三沢郷、歌：大杉久美子、肝付兼太
MBS系「ジャングル黒べえ」オープニングテーマ
3. ドラえもん
作詞：藤子不二雄、作、編曲：越部信義、歌：内藤はるみ、劇団NLT
日本テレビ系「ドラえもん」オープニングテーマ
4. わんさかワンサくん
作詞：山本暎一、作、編曲：宮川泰、歌：シンガーズ・スリー、ロイヤル・ナイツ
関西テレビ系「ワンサくん」オープニングテーマ
5. ミクロイドS
作詞：阿久悠、作、編曲：三沢郷、歌：ヤング・スターズ
NET系「ミクロイドS」オープニングテーマ
6. 幸せを呼ぶリミットちゃん
作詞：岩谷時子、作、編曲：菊池俊輔、歌：大杉久美子、ヤング・フレッシュ
NET系「ミラクル少女リミットちゃん」オープニングテーマ
7. たたかえ!キャシャーン
作詞：タツノコプロ文芸部、作、編曲：菊池俊輔、歌：ささきいさお
フジテレビ系「新造人間キャシャーン」オープニングテーマ
8. ドロロンえん魔くん
作詞：中山千夏、作曲：小林亜星、編曲：小杉仁三、歌：中山千夏
フジテレビ系「ドロロンえん魔くん」オープニングテーマ
9. キューティーハニー
作詞：クロード・Q、作曲：渡辺岳夫、編曲：小谷充、歌：前川陽子
NET系「キューティハニー」オープニングテーマ
10. おしえて
作詞：岸田衿子、作曲：渡辺岳夫、編曲：松山祐士、歌：伊集加代子、ヨーデル：ネリー・シュワルツ
フジテレビ系「アルプスの少女ハイジ」オープニングテーマ
11. 魔女っ子メグちゃん
作詞：千家和也、作曲：渡辺岳夫、編曲：松山祐士、歌：前川陽子
NET系「魔女っ子メグちゃん」オープニングテーマ
12. ゲッターロボ!
作詞：永井豪、作、編曲：菊池俊輔、歌：ささきいさお
フジテレビ系「ゲッターロボ」オープニングテーマ[6]
13. 新みなしごハッチ
作詞：若林一郎、作、編曲：渡辺宙明、歌：嶋崎由理
MBS系「新みなしごハッチ」オープニングテーマ
14. おれはグレートマジンガー
作詞：小池一雄、作、編曲：渡辺宙明、歌：水木一郎、コロムビアゆりかご会
フジテレビ系「グレートマジンガー」オープニングテーマ
15. ジムボタンの歌
作詞：保富康午、作、編曲：越部信義、歌：堀江美都子、こおろぎ'73
MBS系「ジムボタン」オープニングテーマ
16. 戦え!ポリマー
作詞：鳥海尽三、作、編曲：菊池俊輔、歌、ささきいさお、コロムビアゆりかご会
NET系「破裏拳ポリマー」オープニングテーマ
17. 宇宙戦艦ヤマト
作詞：阿久悠、作、編曲：宮川泰、歌：ささきいさお、ロイヤル・ナイツ[7]
よみうりテレビ系「宇宙戦艦ヤマト」オープニングテーマ
18. ぼくらきょうだいてんとう虫
作詞：川崎のぼる、若林一郎、作、編曲：菊池俊輔、歌：堀江美都子、こおろぎ'73、ヤング・フレッシュ
フジテレビ系「てんとう虫の歌」オープニングテーマ
19. がんばれ!ウリクペン救助隊
作詞：なかたにくにお、作、編曲：菊池俊輔、歌：水木一郎、コロムビアゆりかご会
フジテレビ系「ウリクペン救助隊」オープニングテーマ
20. よあけのみち
作詞：岸田衿子、作曲：渡辺岳夫、編曲：松山祐士、歌：大杉久美子、アントワープ・チルドレン・コーラス
フジテレビ系「フランダースの犬」オープニングテーマ
21. 勇者ライディーン
作詞：山川啓介、作、編曲：小森昭宏、歌：子門真人、コロムビアゆりかご会
NET系「勇者ライディーン」オープニングテーマ
22. ラ・セーヌの星
作詞：保富康午、作、編曲：菊池俊輔、歌：アレーヌ[8]、コロムビアゆりかご会
フジテレビ系「ラ・セーヌの星」オープニングテーマ
23. ガンバの唄
作詞：東京ムービー企画部、作曲：山下毅雄、歌：河原裕昌
日本テレビ系「ガンバの冒険」オープニングテーマ
24. 少年徳川家康
作詞：伊丹亮一郎、作曲：渡辺岳夫、編曲：小谷亮、歌：ニュー・スタジオ・シンガース
NET系「少年徳川家康」オープニングテーマ
25. テッカマンの歌
作詞：タツノコプロ文芸部、作曲：小林亜星、編曲：ボブ佐久間、歌：水木一郎
NET系「宇宙の騎士テッカマン」オープニングテーマ